# Velika vas, Šentjakob v Rožu
Velika vas (nemško Längdorf) je naselje v Občini Šentjakob v Rožu v Okraju Beljak-dežela na Koroškem v Avstriji.